# Південний Валайченай-5-Муслім
Грама Ніладхарі Південний Валайченай-5-Муслім (№ 206D) — Грама Ніладхарі підрозділу ОС Центральний Коралай-Патту, округ Баттікалоа, Східна провінція, Шрі-Ланка.

## Демографія
| Населення (2007) | Населення (2007) | Населення (2007) | Населення (2007) | Населення (2007) |
| Населення        | Чоловіки         | Жінки            | Діти             | Дорослі          |
| ---------------- | ---------------- | ---------------- | ---------------- | ---------------- |
| 2652             | 1311             | 1341             | 1048             | 1604             |